# Коммодов, Николай Васильевич

Н. В. Коммодов

Николай Васильевич Коммодов (13 марта 1884 — 14 июня 1947) — российский и советский адвокат, член коллегии адвокатов Москвы, участник Московских процессов.

## Биография
Окончил Казанский императорский университет. Являлся членом Московской городской коллегии адвокатов с 1922.
В середине 1928 был среди 15 адвокатов, защищавших подсудимых по Шахтинскому делу. В 1930 занимался восстановлением в правах М. Н. Зелениной, также ей была назначена персональная пенсия. В марте 1931 был защитником обвиняемых на Процессе контрреволюционной организации меньшевиков. В январе 1937 в качестве защитника выступал на Втором московском процессе. В марте 1938 во время Третьего московского процесса защищал Д. Д. Плетнёва (получил максимальный срок в 25 лет заключения, расстрелян под Орлом в 1941) и И. Н. Казакова (приговорён к ВМН и расстрелян через два дня после окончания слушания процесса). В апреле 1939 пытался защищать князя Д. И. Шаховского. В декабре 1943 выступал адвокатом некоторых из подсудимых на Харьковском судебном процессе над немецкими военными преступниками, хотя при вызове в Наркомюст не проявлял рвения заниматься этим делом.
В последние годы проходил лечение у профессора О. И. Сокольникова. Похоронен на Новодевичьем кладбище.